# Eduard Jacobs (burgemeester)

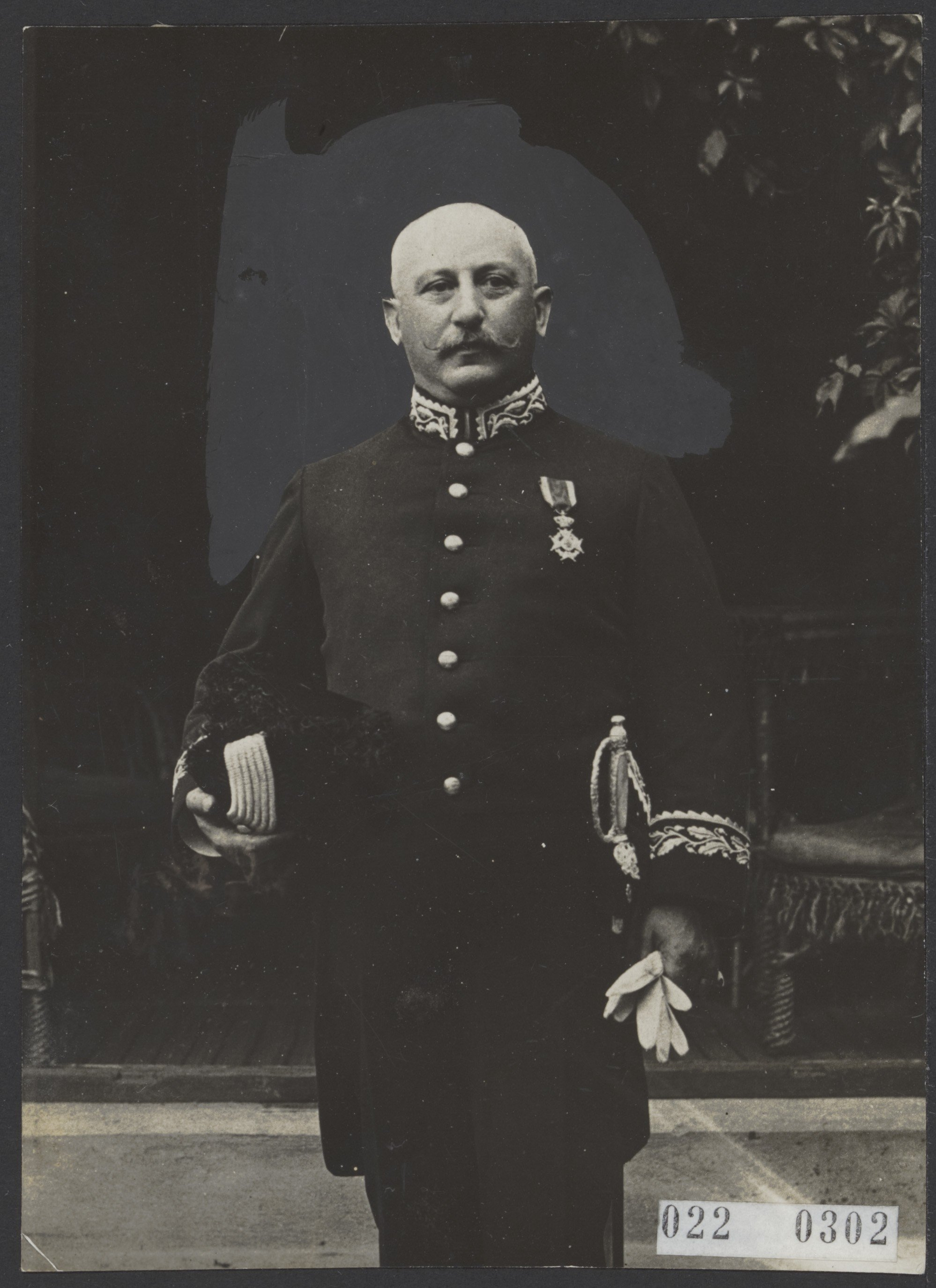
E. Jacobs (1921)

Eduard Jacobs (Sappemeer, 17 september 1855 – Den Haag, 28 september 1921) was de eerste Joodse burgemeester van Nederland.

## Biografie
Hij werd geboren als zoon van Abraham Jacobs (arts; 1817-1881) en Anna de Jongh (1817-1887), het negende kind van de elf. Zelf had hij aanvankelijk een militaire loopbaan. Jacobs ging in 1887 als tijdelijk commies werken bij de gemeentesecretarie van Lonneker en twee jaar later werd hij daar de gemeentesecretaris. In 1893 volgde zijn benoeming tot burgemeester van die gemeente en daarmee was hij de eerste Joodse burgemeester van Nederland. Aansluitend was Jacobs van 1906 tot 1911 burgemeester van Stad Almelo. Verder was hij betrokken bij de oprichting van de Raiffeisenbank (in 1972 opgegaan in de Rabobank).
Jacobs overleed in 1921 op 66-jarige leeftijd. Nadat Lonneker in 1934 opgegaan was in Enschede werd daar naar hem de 'Burgemeester Jacobsstraat' vernoemd. Hij was een jongere broer van de feministen Charlotte en Aletta Jacobs.